# 210532 Grantmckee
210532 Grantmckee è un asteroide della fascia principale. Scoperto nel 1999, presenta un'orbita caratterizzata da un semiasse maggiore pari a 3,0037895 UA e da un'eccentricità di 0,0862853, inclinata di 6,25513° rispetto all'eclittica.